# Kleemar
Matej Končan, bolje znan pod vzdevkom Kleemar, slovenski didžej, glasbeni producent, izvajalec elektronske glasbe in vizualni umetnik, * 20. februar 1980, Murska Sobota.

## Glasbeni slog
Navdih črpa iz glasbe izvajalcev, kot so Caribou, Four Tet, Mount Kimbie in Dan Deacon. Njegova glasba splošno gledano spada med žanre, kot so electronica, IDM, kaže pa tudi vplive ambientalne glasbe, čeprav se sam izogiba določanju žanra lastne glasbe.

## Zgodovina

### Začetki, Lollobrigida in sodelovanje s Trus!
Aktiven je že od leta 2004, ko je nastopil v okviru Klubskega maratona Radia Študent. V živo je nastopal z izbrano prekmursko zasedbo Därectalchex, ki so jo na začetku sestavljali Sašo Benko (Werefox, Manul, Psycho-Path, Bekko), Jernej Šavel (Dubioza kolektiv, Psycho-Path, Lollobrigida) in David Halb (Werefox, Sphericube, Lollobrigida). Od leta 2008 do 2016 je deloval tudi kot klaviaturist v slovensko-hrvaški synthpop zasedbi Lollobrigida.
Leta 2013 je s skupino Trus! izdal deljen studijski album z naslovom Banana Split, na katerem je osem pesmi. Tri od njih je prispeval Kleemar. Ne velja pa za njegov prvenec.
Nekaj mednarodne pozornosti je bil deležen v začetku leta 2014, ko je bila v angleškem časopisu The Guardian njegova pesem »Bored of Canada« ena od pesmi na seznamu »devetih pesmi s celega sveta, ki jih morate slišati«.

### Debitantski album in vrnitev na glasbeno sceno
Ob koncu julija 2020 je napovedal izdajo svojega debitantskega albuma No Love in Modern World, ki je izšel avgusta. Celoten zaslužek iz prednaročil in naročil digitalne verzije albuma do 14. septembra je Kleemar posvetil Radiu Študent, ki se je zaradi finančnih rezov s strani Študentske organizacije Univerze v Ljubljani in Ministrstva za kulturo (pod Vaskom Simonitijem) znašel v eksistencialni stiski.

## Diskografija
Albumi
- Banana Split (God Bless This Mess, 2013; deljen s skupino Trus!)
- No Love in Modern World (rx:tx, 2020)

Kot član skupine Lollobrigida
- Pilula (2012)